# Alto Vinalopó
L'Alto Vinalopó (in valenciano: Alt Vinalopó) è una delle 34 comarche della Comunità Valenciana, con una popolazione di 52 170 abitanti prevalentemente di lingua castigliana; suo capoluogo è Villena.
Amministrativamente fa parte della provincia di Alicante, che comprende 9 comarche.